# 中井正広のブラックバラエティの特別番組
中井正広のブラックバラエティの特別番組は日本テレビ系列で放送中の『中井正広のブラックバラエティ』の特別番組を記述する。

## 概要
2006年4月2日に黒バラ初の2時間スペシャルが放送された。2006年3月26日に日本テレビを除く同時ネット局（一部地域を除く）で2時間スペシャルのPR番組が放送された。なお日本テレビでは関東ローカルで『東京ワンダーツアーズ』の放送のために裏送り扱いとなり、2006年3月28日深夜に放送。また、2006年秋には春と同様に特番を収録するも、収録終了後に放送枠が確保できなかった事が告知され4週に分けて放送された。
2007年春にも4月8日21:00～22:50の放送。2006年同様、スペシャルのPR番組を放送する。4月8日15:25～15:55に日本テレビの他同時ネット局（一部地域を除く）にて放送された。前者の2時間スペシャルは視聴率14.4%を記録した。
2008年新春1月5日21:00～23:24にも放送された。しかし、後者の2時間スペシャルは9.1%だった。なお、翌日にレギュラー放送しているため、2夜連続放送となった。大ブラックバラエティより翌日のレギュラー放送の方が視聴率が高かった。

## 中井正広の前ブラックバラエティ
2006年4月2日、15:25～16:20（日本テレビと一部地域のみ）放送。構成は、黒バラの趣旨説明と大黒バラの予告。
- ブラックバラエティとはこんな番組です。
- 出演者の紹介
- 中井家の食卓特集

（黒ワザごはん、黒ワザごはんベースボール、おかず）
- 石原良純特集

（練りもの大使、仙台旅行など）
- BUMON式

（漢字・九九・体操）

## 大ブラックバラエティ予告
オープニングソングは、『巨人の星』の挿入歌として使われていた「クールな恋」（オーロラ3人娘）が使われている。

## 中井正広の大ブラックバラエティ
2006年4月2日、21:30～23:20（プロ野球延長の為30分の繰り下げ）、初の2時間SP放送である。この日の出演ゲストは石原、勝俣、土田、嶋、カンニング竹山、鈴木紗理奈、若槻（都合で中井さんの・・・のみ出演）の7人。

### 中井さんの硬い身体を勝手に憂い真剣に考える会 春の肉体柔軟性テスト
過去に行われたBUMON式の体育テストで「中井の身体が硬い」という驚愕の新事実が発覚。どの位硬いのかを実際に計測することになった。「立位体前屈」と「伏臥上体反らし」の2種目の結果を元に、ゲスト全員の肉体年齢を計測。結果、中井の肉体年齢は実年齢より33歳も年上の「70歳」で、相当身体が硬いことが判明した（勝俣も同じ結果になった）。

### おかずストラックアウト
正式名称は『おかずを食べるためにジャイアンツクイズを解く 中井さん専用ジャイアンツクイズ + 誰が食べられるのかな? おかずストラックアウト』。
以前の放送で中井が食べたいと言っていた9品のおかず（ポーク生姜・トンカツ・ハンバーグ・唐揚げ・焼きシャケ・サンマの開き・アジの開き・ミックスフライ（カキフライ・エビフライ・カニクリームコロッケ・ポテトサラダ）・ごはんセット（ご飯・豚汁・ニラ玉））を食べるために、中井がジャイアンツにまつわるさまざまなクイズを解く。誰がおかずを食べるかを決定するため「おかずストラックアウト」を行った。
クイズでは好成績を残し唐揚げ以外の料理が決定。おかずストラックアウトでは当初は出演者8人+覆面レポーターの9マスだったが勝手に覆面レポーターの的を「全員」に変更。（ここからゲームでの傍若無人度が上がっていく。）1回目は12球投げるも土田にしか当たらず、本人も一人だけ味わうのは気まずいとのことで成績をリセットし2回目に挑戦。さいとう（この回ではコンバースの服を着ていたことから「コンバースさいとう」と呼ばれていた）が見事「全員」の的を射抜き全員食べることが出来た。

### 日本を飛び出せ 練り物大使石原良純 アラスカ大視察の前にボストンに寄る
練り全権大使である石原良純がアラスカへの訪問する途中、ボストンで開催されている世界規模のシーフードショーへ寄る事になった。ショーでは良純は日本のすり身を材料にした食べ物を説明、魚介類業界の新聞にも掲載されたが、その後仕事が控えていたためアラスカへは行かなかった。

## 秋の分割スペシャル
本来は特番のはずだったが、収録終了直前に放送枠が獲得できなかった事が判明し、4回に分けて放送。前半が前述のバチ○コファイトクラブの大会の放送。

### ワールドスーパーバントアタック
正式名称は『World super Bunt Attack(ワールドスーパーバントアタック) 略してWBA、疑惑の判定はなしよ。』。
唐揚げである理由は、前述の「大ブラックバラエティ」内の「ジャイアンツクイズ」で唯一食べられなかったおかずのため。ルールは一人3球ずつバッティングマシンから飛んでくる玉をバントし、参加者の顔が印刷された的に当てるというもの。しかし、倒した的がスカだったり、「浅香光代」や「嶺鶯」といったトラップも用意されており、もしそれらを倒してしまった場合は的の指示に従わなければならない。開始前に川相昌弘からVTRによるバントのレッスンを受けた。唐揚げを獲得できたか及び指示は以下の通り。
- 嶋：○（浅香先生に謝りに行く）
- 良純：○
- さいとう：○（さいとうのバ～カ）
- 土田：○
- 勝俣：×
- ひなの：○（嶺鶯の応援に行く）
- 中島：○（浅香先生に筋を通しに行く）
- 中井：○

## 中井正広の大ブラックバラエティ
2007年4月8日、21:00～22:50に。内容は以下の通り。

### BUMON式 都道府県名の書き取りテスト編
焼き鳥を賭け、2チームに分かれて（デパートのゲームコーナーに置いてあるようなサイズの）新幹線とSLに乗る。新幹線には中井チームとして中井、石原、嶋、勝俣、土田、鈴木紗理奈が、SLチームには川チームとして出川、ふかわ、中川家（弟は寝坊で遅刻しこれに参加できず）、さいとう川、若槻川が乗り勝負（さいとう、若槻は勝手に「川」が付けられている）。石原の地図好きを受け、今回はBUMON式の都道府県名の書き取りテストとなった。ルールは一周する間に特設プラットホームでボードに都道府県を書く。電車の後ろには風船が付いており、接近する別の列車の先頭にはクレッシェンドくんの針付き指し棒がある。それで風船を割られると得点（一つの都道府県につき1点）は全て相手チームのものとなる。また、都道府県名を一つでも書けばダーツが一本与えられ、コースを半周した先の壁に付いた風船を割ることができる。そして、風船を割ればその後ろに書いてあることが適用される。内容は相手のチームを追い込むことがダーツに書かれているが、逆に自らのチームを追い込む内容が掛かれている場合がある（但し、風船に当たらなければ失敗のまま）。最悪の場合は大道具の部屋に繋がる引き込み線に車両が進み、5枚のシールが張られたボードに書かれた指示をクリアしなければならない（番組中では「血圧が最高130以下、最低100以下」の一つだけ出た）。終了はこれは都道府県が全て書かれた時で、勝者は中井チームとなった。

### 元ジャイアンツ選手生下半身クイズ
天ぷらの品数を決めるため、チーム問わず全員で電話一本で呼んだ元読売ジャイアンツの選手4人の下半身が誰か当てるクイズ。ルールは「生下半身クイズ専用BOX」に入った元ジャイアンツ選手の名前を当てる。選手が入っている箱の仕切りは足首まで上がった状態で正解すると天ぷらが5品、一度答えを間違えると膝まで仕切りが上がり3品となり、再度間違えると腰まで仕切りが上がりが2品となる。三回間違えると、一問につき5品用意された天ぷらが全てギャル曽根へ。なお、ゲストには投球フォームとバッティングフォームをしてもらう権利が与えられた。一人目は駒田徳広で、ゲストは天ぷらを3品獲得。二人目の柴田勲、三人目の松本匡史では3品、最後の四人目のウォーレン・クロマティでは2品となった。その後、ゲストは元選手と記念撮影。クロマティは「本件のためだけに来日した」と、番組内で述べている。

### AMADOI2007
今度は再び前述のチームに分かれ、天ぷらを賭けて「AMADOI2007（改造した雨どいでボールを転がし、バットで打つための台）」で野球を行う。ルールは一人5球で行い、特定のボードにボールが当たった人が食べる権利を得られる。しかし、案の定没収ボードが仕掛けられており、当たった人にはボードに書かれた品数が無くなっていく。なお、天井付近の網には「全員食べられる」というボードがあり、8人目のバッターの中島が当て、終了することになった（AMADOI2007が作られたのは中井が「スペシャルなりのパワフルなフルスイングがしたい」と言ったのがきっかけだったが、最後の9人目のバッターということもあってなのか勝手に終了している）。

### ドラマ『四葉ノムコウ』
元ネタは夜空ノムコウ。中井が「ドラマ作りてぇ～」と発言したのがきっかけで作成された創作ドラマ。

## 中井正広の大ブラックバラエティ（2008年）
2008年1月5日土曜日、21:00～23:24放送。内容は以下の通り。

### 電車に乗って福笑い
前回のスペシャル時にも使用された新幹線とSLに乗り、できるだけ正解に近く出演者の顔を作り上げる。簡単に言うと、前回の「都道府県テスト」が「福笑い」になっただけである。

### A級女優と「超能力」
番組で何度も放送してきたトランプゲーム「超能力」を、2008年1～3月期ドラマ「斉藤さん」の出演者を招いて行った（これは再度ドラマを作成しようとしたが、制作部の許可が下りなかったためである）。この時、竹山は番組では「カブトムシさいとう」と呼ばれている理由で黒バラチームではなく、斉藤さんチームとなった。しかもこの共演がきっかけで竹山は2008年2月13日分の「斉藤さん」にゲスト出演することとなった。

### 白紅歌合戦ごっこ
「紅白歌合戦ごっこやりましょうよ」という中井の発言から生まれた企画。その名の通り「紅白歌合戦ごっこ」であり、レギュラー、準レギュラー陣が歌を披露した。また、準レギュラー勝俣州和が所属していた「CHA-CHA」復活として、勝俣、中井、嶋、竹山、石原による期間限定ユニット「CHA-CHA2008」が結成され、「Beginning」を披露した。